# 趙州直隸州
趙州直隸州，清朝直隸省下辖的直隸州。

赵州在直隶省的位置（1820年）

明朝时为赵州，属真定府。領縣六。清朝时，隸清河道，评价：衝，繁。雍正二年（1724年），升直隸州。改贊皇縣隸正定府。領縣五：栢鄉縣、隆平縣、高邑縣、寧晉縣、臨城縣。民国初年，全国废府州厅改县，改为赵县。